# Antennablennius adenensis
Antennablennius adenensis is een  straalvinnige vissensoort uit de familie van naakte slijmvissen (Blenniidae). De wetenschappelijke naam van de soort is voor het eerst geldig gepubliceerd in 1951 door Fraser-Brunner.